# Prévôté de Berchtesgaden
 (décembre 2015).
Si vous disposez d'ouvrages ou d'articles de référence ou si vous connaissez des sites web de qualité traitant du thème abordé ici, merci de compléter l'article en donnant les références utiles à sa vérifiabilité et en les liant à la section « Notes et références ».
1380–1803
Entités précédentes :
- Duché de Bavière

Entités suivantes :
- Électorat de Salzbourg

La prévôté de Berchtesgaden (en allemand : Propstei Berchtesgaden) ou principauté-prévôtale de Berchtesgaden (Fürstpropstei Berchtesgaden) était un territoire immédiat du Saint-Empire romain germanique qui relevait du cercle impérial de Bavière.

## Histoire

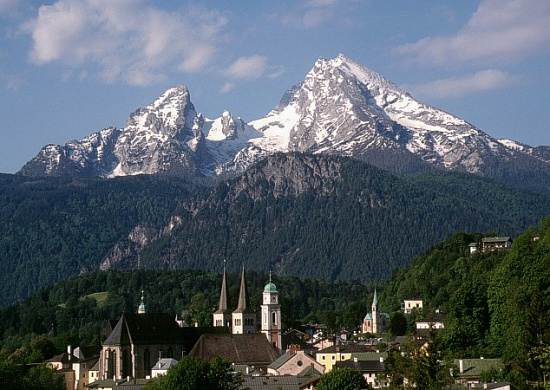
Vue sur Berchtesgaden et le chaînon du Watzmann.

L'abbaye des chanoines réguliers de saint Augustin à Berchtesgaden, dédiée à saint Pierre et saint Jean le Baptiste, est mentionnée pour la première fois en 1102. Située dans le sud-est du duché de Bavière, elle est bénéficie de l'immédiateté en abbaye impériale en 1380 et le prélat obtint un siège à la diète. L'empereur Ferdinand Ier a donné au prévôt de Berchtesgaden le titre de prince d'Empire (Reichsfürst).
Au cours du recès de la Diète d’Empire en 1803, la prévôté est sécularisée et son territoire incorporé à l'électorat de Salzbourg qui, en 1805, est cédé à l'empire d'Autriche. En 1810, le territoire de la prévôté est cédé au royaume de Bavière.

## Territoire
La prévôté était constituée des huit communes (Gnotschaften) d'Au, Salzberg, Bischofswiesen, Ettenberg, Gern, Ramsau, Scheffau et Schönau, divisées en 32 districts. Cela correspond au territoire communal des actuelles municipalités de Berchtesgaden, Bischofswiesen, Marktschellenberg, Ramsau bei Berchtesgaden et Schönau am Königssee.